# Sharon la Hechicera (telenovela)
Sharon la Hechicera —conocida en la segunda temporada como Sharon 2, El desenlace— es una telenovela biográfica ecuatoriana creada y dirigida por Peky Andino para Ecuavisa en 2018, siendo la primera bioserie 360 producida por este canal. La telenovela narra la vida de la cantante de ecuatoriana Edith Bermeo cuyo nombre artístico fue Sharon la Hechicera, durante la telenovela se abordan temas como el machismo y la violencia de género.
Su primera temporada se estrenó el 14 de agosto de 2018 en sustitución de la cuarta temporada de la telenovela 3 familias y finalizó el 17 de diciembre del mismo año siendo reemplazada por la telenovela José de Egipto, su segunda temporada se estrenó el 20 de agosto de 2019 en sustitución del programa Prueba de amor y finalizó el 20 de diciembre del mismo año siendo reemplazada por la telenovela Jesús.
Protagonizada por Samantha Grey y María Fernanda Ríos, junto con Santiago Carpio y Andrés Vílchez en los roles antagónicos. Cuenta además con las actuaciones estelares de Angello Barahona, María Mercedes Pacheco, Priscilla Negrón, Krysthel Chuchuca, José Ramón Barreto, José Andrés Caballero y los primeros actores Prisca Bustamante y Gonzalo Gonzalo.

## Trama

### Primera Temporada
La primera temporada narra la vida y carrera de la cantante ecuatoriana Edith Bermeo cuyo nombre artístico fue Sharon la Hechicera (Samantha Grey / María Fernanda Ríos) ella es hija de Esperanza (María Mercedes Pacheco) y de Virgilio Bermejo (Fabo Doja), tiene 4 hermanos, Tere (Priscilla Negrón), Pedro (Jean Luigi Valarezo), Luis (Sebastián Perdomo) y María del Mar (Lissette Rezabala), ella sueña en convertirse en cantante, pero para lograrlo tentar que pasar por varias batallas, una de ellas es contra el mago de la cumbia Mandrake (Santiago Carpio), el cual está casado con Pilar (Cinthya Coppiano) y es el productor musical y amante de la Santanera (Krysthel Chuchuca).

### Segunda Temporada
La segunda temporada narra la muerte de la cantante, en la madrugada del 4 de enero de 2015, alrededor de la medianoche, en la localidad de San Pablo, en la provincia de Santa Elena, Sharon se encontraba retornando a su hogar, junto con su pareja Aníbal Andrade (Andrés Vílchez) y con su hijo de dos años de edad, inicialmente se creyó que, Sharon bajó del auto y fue impactada por otro vehículo, y se declaró que fue un accidente de tránsito. Pero el Doctor Roca (Mao House) abogado defensor de Samantha Reyes (Samantha Grey), hija de Sharon, sostuvo que con el resultado del examen de alcoholemia practicado por elementos de criminalística, se confirma que el caso debe ser investigado por Homicidio, luego de esto la fiscal Wilma Aguilar (Maricela Gómez) llamó a juicio a Aníbal Andrade.

## Reparto

### Reparto principal
- María Fernanda Ríos como Edith Rosario Bermeo Cisneros de Andrade "Sharon la Hechicera"
  - Elisa Miralles como Edith Rosario Bermeo Cisneros "Sharon la Hechicera" (niña)
  - Samara Montero como Edith Rosario Bermeo Cisneros "Sharon la Hechicera" (adolescente)
- Samantha Grey como Edith Rosario Bermeo Cisneros "Sharon la Hechicera" (joven) / Samantha Reyes Bermeo
  - Ayleen Tapia como Samantha Reyes Bermeo (adolescente)
- Santiago Carpio como Damián Monroy "Mandrake"
- Andrés Vílchez como Aníbal Andrade
- José Ramón Barreto como Ab. Daniel Segale (Temporada 2)
- José Andrés Caballero como Ángel Corona
- Krysthel Chuchuca como Flor del Carmen San Martín vda. de Valencia "La Santanera"
- Priscilla Negrón como Teresa "Tere" Bermeo Cisneros de Cajas
- María Mercedes Pacheco como Esperanza Cisneros viuda de Bermeo
- Gonzalo Gonzalo como Camilo Goldstein (Temporada 1)
- Juan José Jaramillo como Hugo Cajas (Temporada 1 y 2)
- Tite Macías como Esperanza Cisneros de Bermeo (joven)

### Reparto recurrente
- Cinthya Coppiano como Pilar De Alavedra de Monroy (Temporada 1)
- Francisco Arias como Pablo Mendoza (Temporada 1)
- Hilda Saraguayo como Luisa "Luchita" (Temporada 1)
- Dayanara Peralta como Xiomara "La Chonera" #1 (Temporada 1)
- Kimberly Jaramillo como Xiomara "La Chonera" #2 / Jossy (Temporada 2)
- Marina Salvarezza como Violeta vda. de Goldstein (Temporada 1)
- Prisca Bustamante como Cecilia de Corona
- Nicole Rubira como Carmen Corona "Carmita / Vicky"
- Paúl Lemos como Francisco "Paco" Mancero "Pac-Man" (Temporada 2)
- Israel Maridueña como Nicolás  (Temporada 2)
- Carolina Piechestein como Débora Bermúdez
- María Emilia Cevallos como Teniente Diana Gómez (Temporada 2)
- Ariel Zöller como Teniente Mario Moncayo (Temporada 2)
- Mao House como Dr. Víctor Roca y Cervantes "Doctor Roca" (Temporada 2)
- Maricela Gómez como Fiscal Wilma Aguilar (Temporada 2)
- Issam Eskandar como Capitán Gustavo Segovia
- Jean Luigi Valarezo como Pedro Bermeo Cisneros
- Sebastián Perdomo como Luis Bermeo Cisneros
- Lissette Rezabala como María del Mar Bermeo Cisneros
- Verónica Pinzón como Lady Lámpara (Temporada 2)
- Erik Falcón como Polivoces (Temporada 2)
- Alejandra Paredes como Ab. Ana María Vera (Temporada 2)
- Valentina de Abreu como Luciana Diab (Temporada 2)
- María Fernanda Pérez como María Piedad Castro "Pia" / Hilda
- Mayra Jaime como Lala
- Janan Velasco como Viviana Sánchez "Bonita" (Temporada 1)
- Angie Muñoz como Susy (Temporada 2)
- Maribel Solines como Estefanía vda. de Segale (Temporada 2)
- Elena Gui como María Emilia de Diab (Temporada 2)
- Jonathan Fabara como Ernesto (Temporada 2)
- Prema Delpi como Ernesto (adolescente)
- Bernardo Menéndez como Miguel Andrade (Temporada 2)
- Augusto Enríquez como Frijolito
- Mariela Viteri como Luz María
- Adriana Manzo como Piedad De Alavedra (Temporada 1)
- Pamela Palacios como Andrea Aguirre
- Alberto Pablo Rivera como Ettore (Temporada 1)
- Scarlett Córdova como Paula Domínguez (Temporada 2)
- Don Day como Alberto Centeno (Temporada 1)
- Martín Guerrero como José Valencia
- Maximiliano Metz como El Colorado (Temporada 1)
- Fabo Doja como Virgilio Bermeo (Temporada 1)
- Henry Layana como Fidel Cisneros (Temporada 1)
- Alberto Cajamarca como Dr. Adoum (Temporada 2)
- Ricardo González como El Predicador / Bulldog (Temporada 2)
- José Urrutia como Kevin García #1 (Temporada 1)
- Andrés Holguín como Kevin García #2 (Temporada 2)
- Israel Maldonado como Ricardo Reyes (Temporada 1)
- Mimo Cava como El Paisano (Temporada 1)
- Ricardo Briones como Notario Quevedo (Temporada 1)
- Pablo Northía como Rey (Temporada 1)
- Jessica Páez como Tina Chérrez (Temporada 2)
- Nevel Castillo como Adrián (Temporada 1)
- Josua González como Oscar Andrade (Temporada 2)
- Emma Guerrero como Priscila (Temporada 2)
- Juan Carlos Román como Fotógrafo Ponce (Temporada 1)
- Fernando Montiel como Teniente Néstor Moreno (Temporada 2)
- Nadia Muñoz como Pepa (Temporada 1)

### Invitados especiales
- Angello Barahona como él mismo
- Lila Flores como ella misma (Temporada 1)
- Yesenea Mendoza como ella misma

## Episodios
| Temporada | Temporada | Título                 | Episodios | Episodios | Emisión original     | Emisión original        |
| Temporada | Temporada | Título                 | Episodios | Episodios | Primera emisión      | Última emisión          |
| --------- | --------- | ---------------------- | --------- | --------- | -------------------- | ----------------------- |
|           | 1         | Sharon la Hechicera    | 87        | 87        | 14 de agosto de 2018 | 17 de diciembre de 2018 |
|           | 2         | Sharon 2: El desenlace | 85        | 85        | 20 de agosto de 2019 | 20 de diciembre de 2019 |

## Producción

### Casting
Ecuavisa preparó para teleaudiencia el reality Buscando a Sharon, espacio que se presentó en el programa En Contacto, también del Canal del Cerro, y en el que compitieron desde el inicio: María Fernanda Ríos, Janan Velasco, Samantha Grey, Carolina Jaume y Krysthel Chuchuca, siendo las tres primeras las que llegarían a la gala final.
Ellas aspiraron a obtener el papel para interpretar a Sharon en su etapa adulta. Grey, quien fue la primera concursante que se conoció de este casting televisado, fue elegida para hacer la versión joven de la protagonista.
Peky Andino, director general de la producción, comenzó hace dos años con la concepción de esta idea, que forma parte de un proyecto de bionovelas sobre artistas nacionales. La primera entrega fue El más querido, que centró su historia en el cantante bolivarense Gerardo Morán.
Andino estuvo a cargo de la concepción creativa de la historia de Sharon y en el desarrollo de la biblia (guion) de esta producción contó con la colaboración del cineasta y guionista Fernando Mieles.
“Tengo una responsabilidad de contar la historia de una cantante popular ecuatoriana que fue un ícono artístico para el país, además una mujer muy querida y con una vida muy rica a todo lo que le rodeó”, expresa Andino sobre la telenovela que se prevé estrenar en el segundo semestre del 2018 y que aunque se basará en la vida de Sharon contará con elementos de ficción en la trama..."
Finalmente Carolina Jaume abandona el reality por una controversia en redes sociales. Posteriormente, Krysthel Chuchuca se retira de la competencia y es escogida para interpretar a "La Santanera", la antagonista de la trama, y María Fernanda Ríos junto a Samantha Grey son las seleccionadas para interpretar a Sharon. Janan Velasco fue seleccionada para interpretar a Bonita, integrante del grupo "Las Hechizadas".

## Premios y nominaciones

### Premios ITV
| Año  | Categoría                              | Nominado               | Resultado |
| ---- | -------------------------------------- | ---------------------- | --------- |
| 2018 | Mejor programa dramático               | Sharon la Hechicera    | Nominado  |
| 2018 | Mejor guion para seriado de Televisión | Sharon la Hechicera    | Nominado  |
| 2018 | Mejor actriz dramática                 | Samantha Grey          | Nominada  |
| 2019 | Mejor programa dramático               | Sharon 2, el Desenlace | Nominado  |
| 2019 | Mejor guion para seriado de Televisión | Sharon 2, el Desenlace | Nominado  |

### Premios Ecuavisa
| Año  | Categoría         | Nominado            | Resultado |
| ---- | ----------------- | ------------------- | --------- |
| 2017 | Buscando a Sharon | Samantha Grey       | Ganadora  |
| 2017 | Buscando a Sharon | María Fernanda Ríos | Ganadora  |
| 2017 | Buscando a Sharon | Janan Velasco       | Nominada  |